# Affonsea pedunculata
Affonsea pedunculata är en ärtväxtart som beskrevs av Vinha. Affonsea pedunculata ingår i släktet Affonsea och familjen ärtväxter. IUCN kategoriserar arten globalt som starkt hotad. Inga underarter finns listade i Catalogue of Life.